# Hegel: „Über den Staat“
Hegel: „Über den Staat“ ist der Titel eines Anfängerseminars, das im Wintersemester 1934/35 von Martin Heidegger und Erik Wolf an der Universität Freiburg durchgeführt wurde. Es fand in acht Sitzungen vom November 1934 bis zum Januar 1935 statt. Der genaue Wortlaut des Seminars ist unbekannt, doch Verlauf, Themen und Wertungen sind durch Mitschriften der Studenten Wilhelm Hallwachs und Siegfried Bröse überliefert. Die Mitschriften wurden 2011 in der Gesamtausgabe veröffentlicht, waren aber bereits seit 2005 Gegenstand der Heidegger-Kontroverse.

## Das Seminar im Kontext der Heidegger-Kontroverse

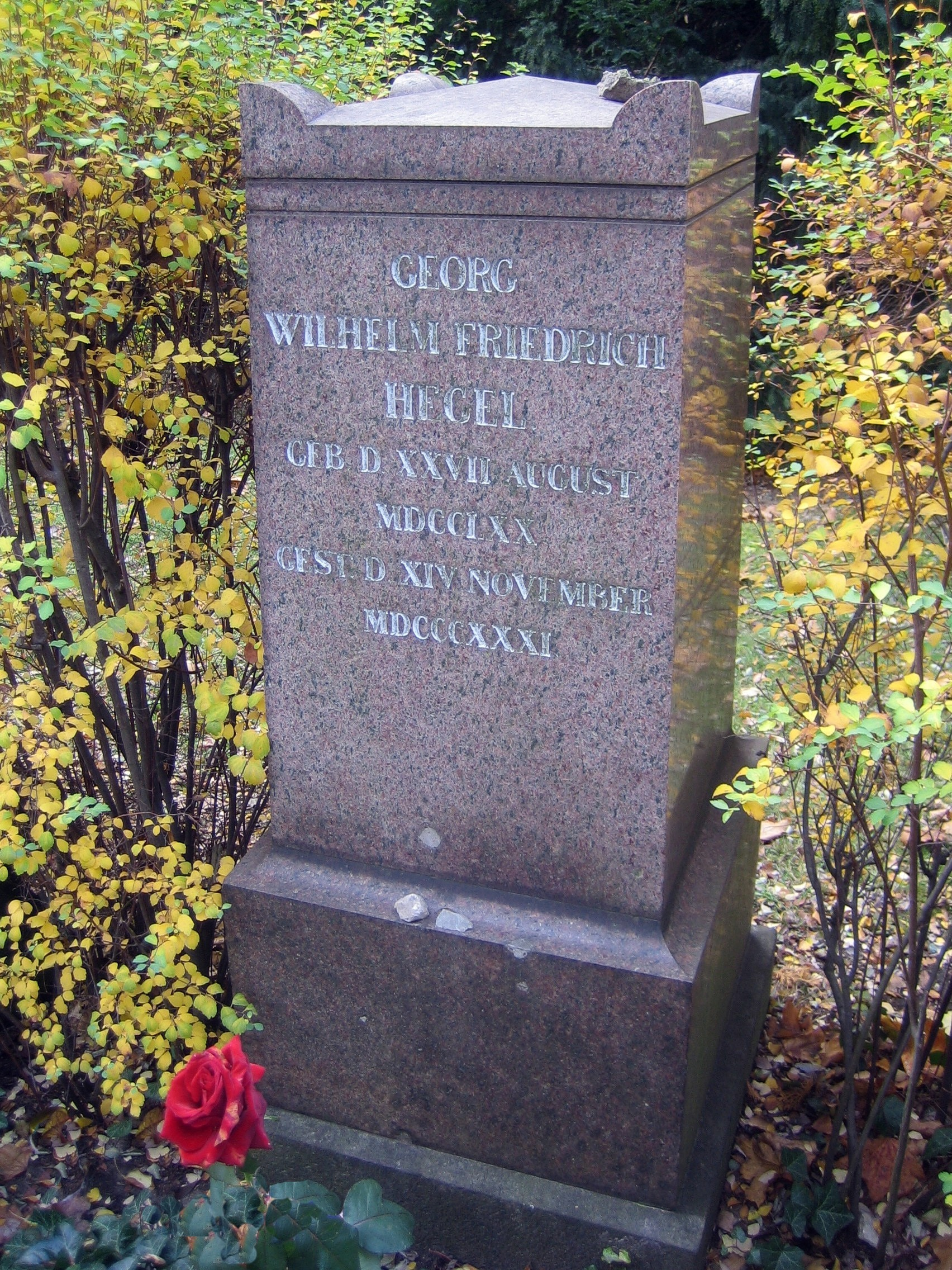
Hegels Grabstein mit dem Todesjahr MDCCCXXXI (1831)

In den Fokus öffentlicher Wahrnehmung geriet das Seminar 2005 im Zusammenhang mit Emmanuel Fayes Publikation zu Heideggers nationalsozialistischer Vergangenheit. Zum Stein des Anstoßes wurde insbesondere ein Satz, mit dem Heidegger auf die entsprechende Darlegung von Carl Schmitt reagierte, indem er sie zurückwies und das Gegenteil befürwortete:

„Welches ist nun aber die heutige Staatsauffassung? Man hat gesagt, 1933 ist Hegel gestorben; im Gegenteil: er hat erst angefangen zu leben.“

Gemäß Faye handle sich um einen „abscheulichen Satz“, der vollkommen unhaltbar sei und die „Identifizierung Hegels mit dem Staat von 1933“ zeige. Man begegne im Seminar „einem Heidegger, der für den Fortbestand des nationalsozialistischen Reiches sorgen will“. Die These von Carl Schmitt, „die eine profunde Kontinuität zwischen dem hegelschen Denken der Totalität des Staates (...)  mit der dreigliedrigen Organisation des nationalsozialistischen Staates behauptet“, habe er noch radikalisiert. Heidegger präsentiere in dem Seminar eine bewusste Umdeutung der Hegelschen Philosophie mit der Absicht, der nationalsozialistischen Ideologie ein philosophisches Fundament zu geben. Weitgehend dokumentiere das Seminar sogar Heideggers Versuch, Hegels Rechtsphilosophie zu Gunsten des Führerstaates zu zerstören. Diese Deutung wurde von anderen Gelehrten teils bekräftigt, teils infrage gestellt. Weitgehende Einigkeit herrscht aber darüber, dass Heidegger metaphysisches Denken als notwendig für die hegelsche Auffassung beschreibt und das „neue Ringen um den Staat“ nur teilweise darin einordnet.

„Die Bedeutung der Auseinandersetzung mit H[egel]’s Staatsphilosophie und zunächst der Besinnung auf sie liegt darin, zu lernen, wie ein metaphysisches Denken und Durchdenken des Staates aussieht. Es handelt sich um die Form des Staatsdenkens. Es ist sicher, daß unser neues Ringen um den Staat aus der soziologischen Fragestellung heraus ist, wenn es auch immer wieder in sie zurückfällt.“

Im Deutungszusammenhang einer heideggerschen Kritik am NS-Staat gibt Laurence Paul Hemming zu bedenken, dass der Hegelianismus, insofern er 1933 also die Erfüllung fand und metaphysisches Denken forderte, dann von Heidegger aber zurückgewiesen wurde, mitsamt Hitlers Anspruch, die Verkörperung des NS-Staates zu sein.
In diese Richtung geht wohl schon ein Kommentar von Bruno Altmann 1938, obgleich unentschieden ist, in welchem Maß Heideggers Ablehnung platonischer Ideen darin berücksichtigt ist: „Dabei prägte er einmal das Wort, dass die Hegelsche Staatsidee ihre vollendete Ausprägung in Hitler-Deutschland gefunden hat und damit 'eine Platonische Idee an sich in der Wirklichkeit' geworden sei.“
In seiner Replik wies Holger Zaborowski Fayes Lesart des Seminars insgesamt zurück. Der Herausgeber der Seminarmitschriften, Peter Trawny, kam hingegen zur Deutung, das Manuskript dokumentiere Heideggers Versuch, „den Nationalsozialismus zu »hegelianisieren«“.

## Historischer Hintergrund
Kurz nach der Machtergreifung durch die Nationalsozialisten war Heidegger zum Rektor der Universität Freiburg gewählt worden, im Mai 1933 trat er der NSDAP bei, im April 1934 legte er sein Rektoratsamt nieder. Er war ab 1934 Mitglied des Ausschusses für Rechtsphilosophie der Akademie für Deutsches Recht, die von dem Reichskommissar für die Gleichschaltung der Justiz Hans Frank geleitet wurde. Zu den Mitgliedern des Ausschusses Rechtsphilosophie gehörten neben Hans Frank und Martin Heidegger noch ihr Stellvertretender Vorsitzender Carl August Emge und unter anderen Hans Freyer, Alfred Rosenberg und Erich Rothacker. Das Seminar aus dem Wintersemester 1934/35 kann als ein weiterer Nachweis für Heideggers rechtsphilosophisches Interesse nach dem Rücktritt vom Rektorat gelten.